# Александар I од Кахетија
Александар I (Грузијски:  ალექსანდრე; 1445 или 1456 – 27. април 1511. године), из династије Багратиона, био је краљ (мепе) Кахетија у источној Грузији од 1476. до 1511. године. Александрова поводљивост и флексибилна дипломатија обезбедили су му сигурност од суседних сила, убио га је његов син Ђорђе II „Лоши“. Признао је врховну власт Шаха („Краља“) Исмаила I Сафавидског од Персије почетком XVI века.

## Биографија
Александра је именовао његов отац краљ Ђорђе I од Кахетија (тј. Ђорђе VIII, бивши краљ уједињене Грузије) за савладара 1460. године, а наследио га је на престолу након смрти 1476. године.
Године 1477. Кахетију су напали номади Ак Којунлуа који су раније опустошили суседно грузијско краљевство Картли. Краљ Александар I је изборио мир слањем драгоцених поклона владару Ак Којунлуа султану Узун Хасану и успео је да одврати његову пажњу од Кахетија. Краљ Александар I је такође више волео да задржи мир са супарничким огранком династије Багратион у Картлију, који га је признао као независног монарха 1490. године.
Он је био први грузијски владар који је покушао да склопи савез са московским великим кнежевима који су православци како би уравнотежио растуће амбиције персијске династије Сафавида. Након две дипломатске мисије, 1483. и 1491. године, великом кнезу Ивану III, чија је владавина поставила основу за јединство Русије, нису донеле никакве резултате, краљ Александар I је 1500. године послао свог млађег сина Димитрија да ода почаст шаху Исмаилу I (1501–1524. године), 1500. године, који је био у походу на Ширван источног суседа Кахетије. Примљена са почастима од стране шаха Исмаила I, мисија је помогла успостављању стабилних односа са Персијом који ће остати мање-више мирни до раних година XVII века. То је омогућило краљу Александру I да ојача краљевску власт и да обезбеди унутрашњу стабилност у свом краљевству.
Године 1511. Александрова владавина је нагло прекинута државним ударом који је предводио његов старији син Ђорђе, који је, сумњајући да је краљ Александар I намеравао да га лиши наслеђа, погубио свог оца, а ослепио брата Димитрија.

## Породица
Према грузијским генеалозима, краљ Александар I јсе женио два пута. Његова прва жена била је принцеза Ана Чолокашвили, ћерка кнеза Гарсевана Чолокашвилија; друга жена је позната само по имену Тинатин. Према историчару Сирилу Туманову, оба имена је носила иста жена, ћерка кнеза Беене Чолокашвилија, што одражава полионимију која се не ретко налази међу грузијским краљевским женама. Краљ Александар I је имао два сина:
- Ђорђе II од Кахетија (1469–1513).
- Принц Димитрије од Кахетије (1472- после 1513), ослепио је његов брат краљ Ђорђе II. Његов син Давид је родоначелник огранка Багратион-Давитасхвили.